# Wendy's
Wendy's (дослівно — «у Венді»; укр. Вендіс) — американська мережа ресторанів швидкого харчування, що належить компанії Wendy's International. Штаб-квартира компанії розташована в Дубліні (штат Огайо).

## Історія
Компанія була заснована 15 листопада 1969 року в Колумбусі, штат Огайо. Засновник – бізнесмен Дейв Томас. Він із середини 1950-х років був концесіонером мережі ресторанів швидкого харчування KFC. У 1968 році Томас продав свої акції KFC за $1 млн (близько $7 млн у цінах 2014 року), гроші від продажу він вклав у заснування власної мережі — Wendy's.

## Діяльність
Група компаній Wendys/Arbys, Inc. є третьою за величиною мережею ресторанів швидкого обслуговування у світі і включає в себе Wendy's — міжнародного франчайзера ресторанів Wendy's, Arby's Restaurants Group, Inc. — франчайзера ресторанів Arby's і Wendy's/Arby's. Об'єднана мережа ресторанів включає понад 10 000 ресторанів у США і 24 країнах по всьому світу.